# Jordi Mas Castells
Jordi Mas Castells (né le 14 mars 1930 à La Garriga et mort le 18 novembre 2010 dans la même ville) fut un prêtre catalan qui vécut et travailla au Cameroun de 1961 jusqu'à son décès, en particulier dans l'Extrême-Nord, près du lac Tchad. Il y construisit des centaines de puits, des hôpitaux, fonda des écoles et organisa des ateliers pour mettre en rapport les femmes des différentes communautés. En 2008, la mairie de La Garriga (Vallès Oriental) lui décerna le prix du Garriguenc Il·lustre (illustre habitant de La Garriga).

## Biographie
Ordonné prêtre à 24 ans, il commença par officier en tant que vicaire à Esplugues de Llobregat, la Geltrú (Vilanova i la Geltrú) et au sein de la paroisse de la Miraculosa, à Barcelone. En 1961, il partit en tant que missionnaire vers une contrée plus dure qu'il choisit lui-même : tout d'abord dans certaines villes du sud du Cameroun, puis dans l'Extrême-Nord du pays, et finalement dans la vaste zone du Sahel. Ses derniers villages furent Makary et Blangoua, près du lac Tchad, dans l'Afrique Noire et la zone musulmane. De 1961 à 2010, il accompagna son modeste entourage paroissien et apporta son aide dans les domaines sanitaires, scolaires et sociaux.
Une fois sur place, il s'aperçut que ces personnes n'avaient nul besoin de missionnaire, étant donné qu'elles étaient majoritairement animistes ou musulmanes, mais que son aide leur était précieuse pour pallier les besoins fondamentaux : l'alimentation, l'eau, la santé, l'éducation... 

« Je ne détiens pas la solution. Ce sont ceux de l'au-delà qui doivent la chercher dans le monde. Mais il serait absurde de penser que, faute de pouvoir tout arranger, il est inutile de ne rien faire. Le monde est un village dont nous sommes tous les citoyens. On se rend compte que, face à des besoins aussi fondamentaux, il faut se mettre à travailler pour faire avancer les choses. Tout d'abord vivre, ensuite philosopher. »

— Jordi Mas,

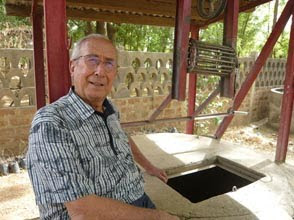
Jordi Mas, à côté d'un puits dans Makary (Extrême-Nord, Cameroun)

Mas se spécialisa progressivement dans la construction de puits et forages qui évitèrent aux habitants des villages, surtout aux enfants, les plus faibles de cette société, de devoir se déplacer pendant des kilomètres à pied pour trouver une once d'eau à boire et la ramener afin d'alimenter familles et animaux. Au cours de son long séjour dans le pays, il construisit des puits par centaines.
Mas était également conscient du fait que la santé représentait l'une des grandes carences de la région. C'est la raison pour laquelle il fonda avec le docteur suisse Giuseppe Maggi (1910-1988) les hôpitaux de Tokombéré (1962), Zinah (1970) et Madà (1978). Il travailla pendant de nombreuses années dans ce dernier centre de santé qui est considéré comme une référence. Il y amena des malades à l'aide d'une jeep ambulance. Ce travail lui permit de découvrir des chemins et des pistes et, surtout, de s’approcher des 250 000 habitants qui vivent dans la zone d'influence de l'hôpital, soit 200 kilomètres alentour qui desservent quatre pays: le Cameroun, le Tchad, le Niger et le Nigeria.
Lorsque le docteur Maggi décéda en 1988, Jordi Mas se consacra à la fondation d'écoles car il savait qu'un peuple sans éducation est un peuple privé d'espoir et d'avenir. L'ouverture, en 1998, de la grande école professionnelle de Blangoua CEFAVIHAR (Centre de Formation pour l'Amélioration de la Vie et de l'Habitat Rural) près du lac Tchad représente un des fruits de ce travail. Ce centre, qui dispose d'une résidence étudiante dirigée par l'O.N.G. Mans Unides (Mains Unies), permet à une quarantaine de jeunes issus des villages proches du lac de se former en mécanique, électricité, soudure, menuiserie, agriculture, gestion de petites entreprises, couture, mécanographie, informatique… L'école primaire, qui compte 500 élèves, complète l'ensemble. Elle fut fondée grâce à l'action des entités catalanes qui apportèrent leur concours à l'O.N.G. Makary-Blangoua. 
Au cours des dernières années, Mas concentrera ses efforts sur le foyer FEMAK (Femmes de Makary) (2008), un point de rencontre au sein duquel les femmes de la zone de Makary, quelle que fût leur religion, pouvaient interagir, apprendre et échanger des expériences. Le foyer propose des ateliers de couture, dispose d'ordinateurs, de jardins potagers et de salles au sein desquelles une formation notamment axée sur la santé, l'alimentation, la cuisine est dispensée. 

« La femme représente l'avenir de l'Afrique. Elle a toujours été méprisée, mais elle possède un grand pouvoir et force capacités. C'est elle qui aidera l'Afrique à reprendre son destin en main. »

— Jordi Mas

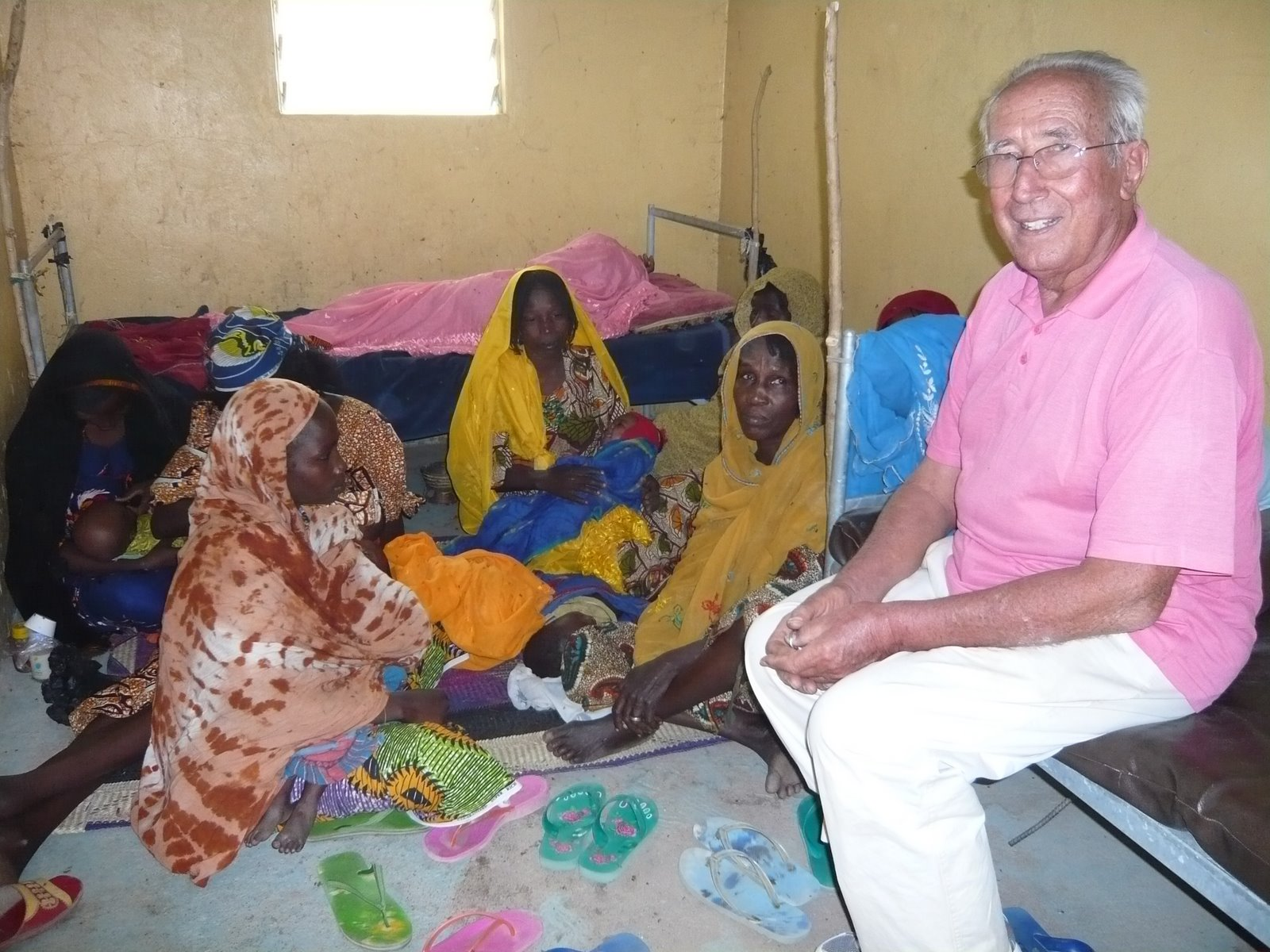
Jordi Mas, à l'hôpital Mada (Extrême-Nord, Cameroun)

Grand connaisseur de la réalité de la région, Jordi Mas joua un rôle prépondérant dans d'autres projets : la création de logements pour les instituteurs de Blangoua, le centre FEMAK et la résidence pour les collaborateurs de Makary (2008)… Le dernier projet dans lequel Jordi Mas fonda ses espoirs en 2009 fut celui de la culture de spiruline, une algue riche en protéines qui pousse très bien dans des lieux comme le lac Tchad.
Il tomba malade en 2010 et voyagea à La Garriga pour se soigner dans l'espoir de retourner chez lui, à Makary. Son destin fut tout autre : il décéda le jeudi 18 novembre de cette même année. Il est inhumé au cimetière de la Doma, à La Garriga.
Jordi Mas est, certes, décédé mais son œuvre perdure et aide quotidiennement les personnes qui résident autour du lac. À novembre 2015, la coordination générale des paroisses et des écoles est assurée par l'Italien Fabio Musi depuis qu'il réside au Cameroun. Il officie depuis Maroua, la capitale de l'Extrême-Nord du pays. Deux prêtres camerounais sont à pied d'œuvre : l'un à Makary et l'autre à Blangoua, les deux dernières paroisses où le prêtre de La Garriga œuvra. 

## Distinctions
- Croix de l'ordre d'Isabelle la catholique (2000)[4], remit par le roi Juan Carlos sur proposition de l'ambassadeur d'Espagne au Cameroun. Cette distinction soulignait «la tâche considérable que Jordi Mas accomplit dans le cadre de la promotion humaine au nord du Cameroun».
- Prix de la Coopération Internationale pour le Développement Humain (2007)[15], remis par le Conseil régional du Vallès Oriental.
- Garriguenc Il·lustre (Illustre Habitant de La Garriga) (2008)[2], remis par la mairie de La Garriga.
- Prix Josep Parera de l'Œuvre sociale de la Caixa Penedès (2008)[16]. Le prix soulignait la trajectoire des personnes qui ont excellé dans leur vocation et leur abnégation au service du développement communautaire aux niveaux sociaux, humanitaires et solidaires.